# اوتمیتشه
اوتمیتشه (به چکی: Otmíče) یک منطقهٔ مسکونی در جمهوری چک است که در ناحیه بروون واقع شده‌است. اوتمیتشه ۲٫۶۲ کیلومتر مربع مساحت و ۱۶۵ نفر جمعیت دارد و ۳۱۴ متر بالاتر از سطح دریا واقع شده‌است.